# Skärholmens gymnasium
Skärholmens gymnasium var en kommunal gymnasieskola belägen vid Bredholmstorget 4 i Skärholmen i Stockholm, grundad 1974 och stegvis omvandlad till annan verksamhet åren 2004–2012. Fr o m juli 2016 t o m juni 2020 fanns det en verksamhet som bedrev språkintroduktionsprogrammet i lokalerna och som tog över namnet Skärholmens gymnasium.

## Historia
Skolbyggnaden uppfördes efter ritningar av arkitekt Lennart Brundin. Den renoverades åtskilliga gånger, delvis på grund av olika politiska direktiv och delvis av svår skadegörelse.
Skolan erbjöd gymnasieundervisning enligt de nationella gymnasieprogrammen; samhällsvetenskapsprogrammet, handels- och administrationsprogrammet, fordons- och transportprogrammet (genom Stockholms transport- och fordonstekniska gymnasium), estetiska programmet (med inriktningarna musik, bild och form samt teater) samt International Baccalaureate. Även individuella program fanns för särskilt behövande elever, och en fotbollsinriktning för elever vid samhällsvetenskapliga samt handels- och administrationsprogrammet. Dessutom inhyste skolan riksgymnasium för rörelsehindrade, kvalificerad yrkesutbildning och vuxenutbildning. 
Skolan tvingades lägga ned flera studieprogram 2004 på grund av problem, bristande attraktivitet och vikande söktryck, samt omvandlades slutligen radikalt efter förslag år 2004 från Socialdemokraterna i Stockholm.
Skolbyggnaden inhyste sedan omvandlingen Stockholms RH-gymnasium och Stockholms transport- och fordonstekniska gymnasium. En del av den estetiska verksamheten överflyttades till Scengymnasiet S:t Erik. Från och med november 2015 fanns Sprintgymnasiet 2 i lokalerna och bedrev undervisning för nyanlända ungdomar i gymnasieåldern. Från och med juli 2016 hette denna verksamhet Skärholmens gymnasium och hade Språkintroduktion för ungdomar i åldern 16-19 år.
Denna verksamhet avvecklades så småningom och Skärholmens gymnasium stängdes i juni 2020.
Till skolbyggnaderna hörde ursprungligen en aula med omkring 400 platser och en stor scen, belägen i flygeln. 2004–2005 byggdes aulan om för Kulturhuset Stadsteatern i Skärholmen. Här spelas teater för barn och unga från 5 till 19 år och visas film i Skärisbiografen som öppnade 2017.

## Skärholmens gymnasium i film och litteratur
Filmen Vinterviken (1996), efter boken med samma namn av författaren Mats Wahl, utspelas delvis vid Skärholmens gymnasium.

## Bilder

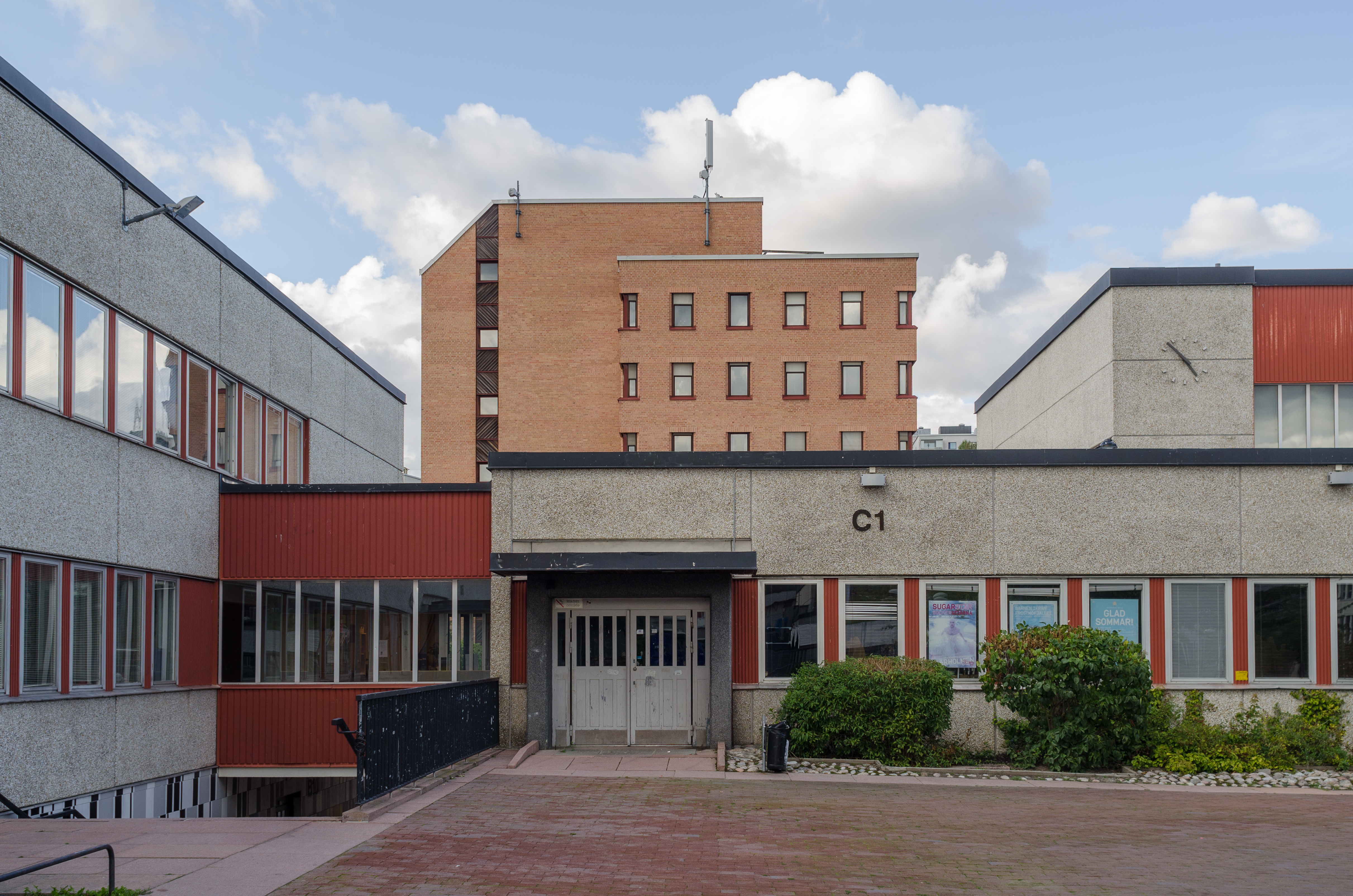
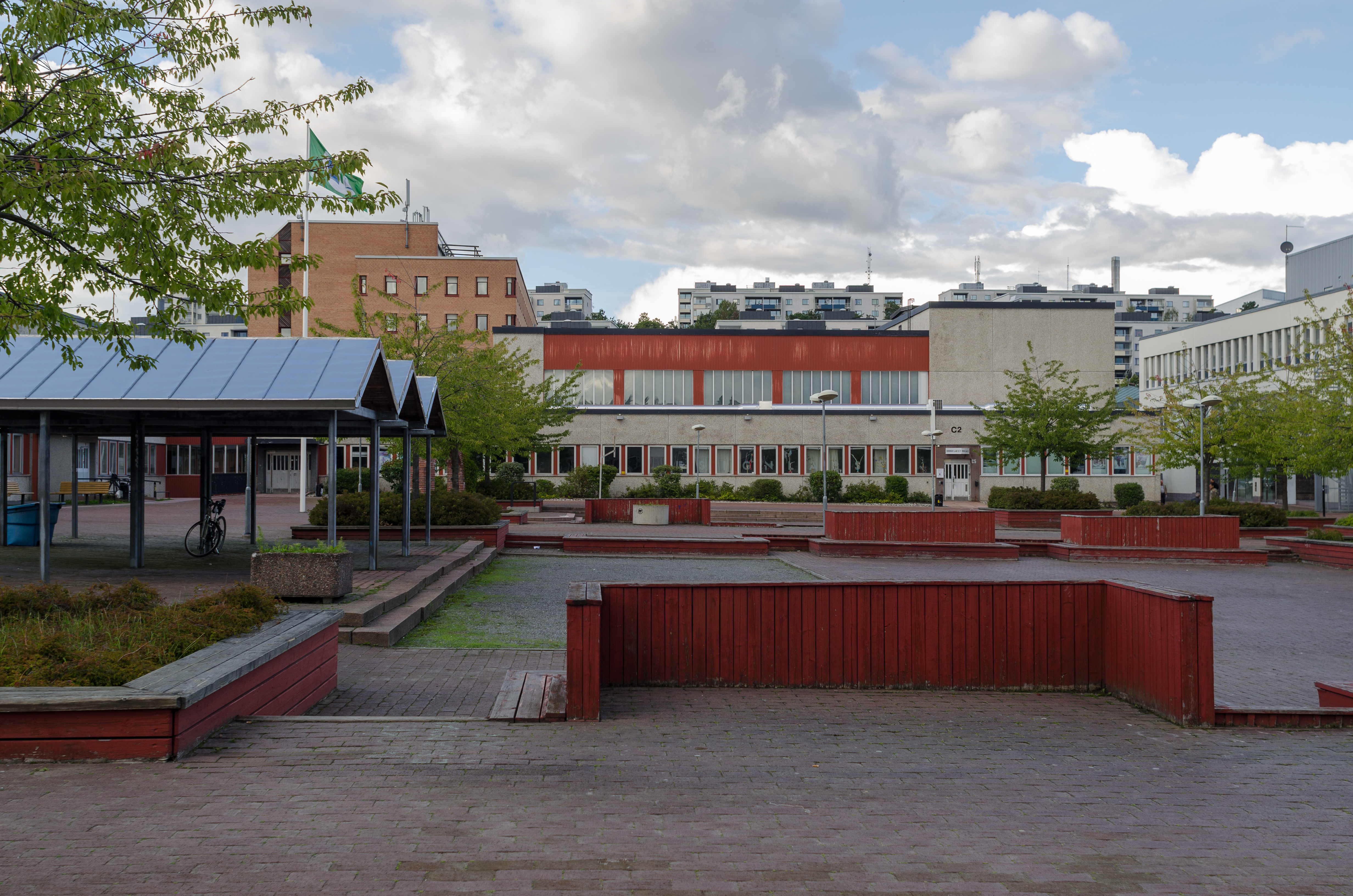
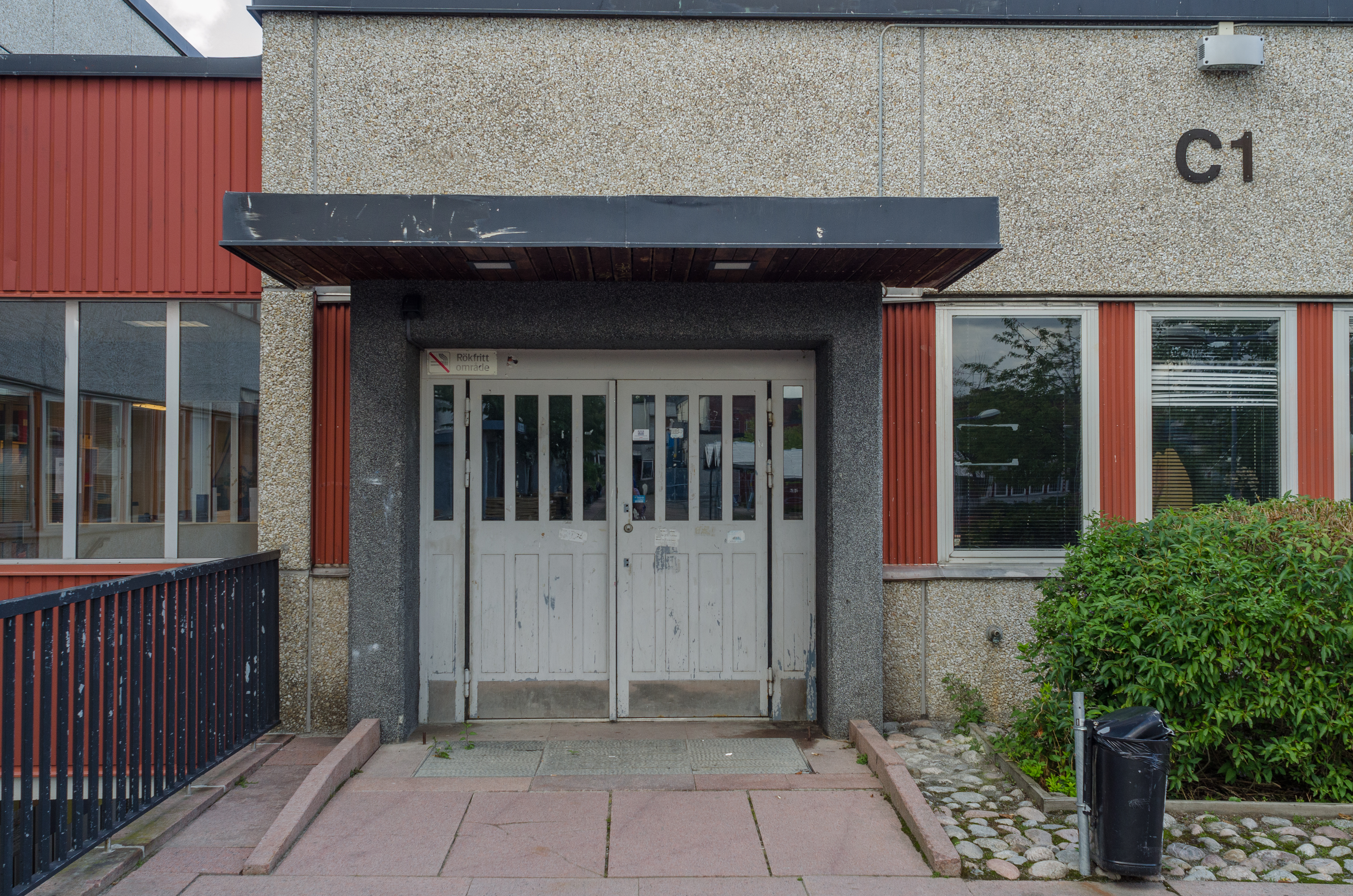
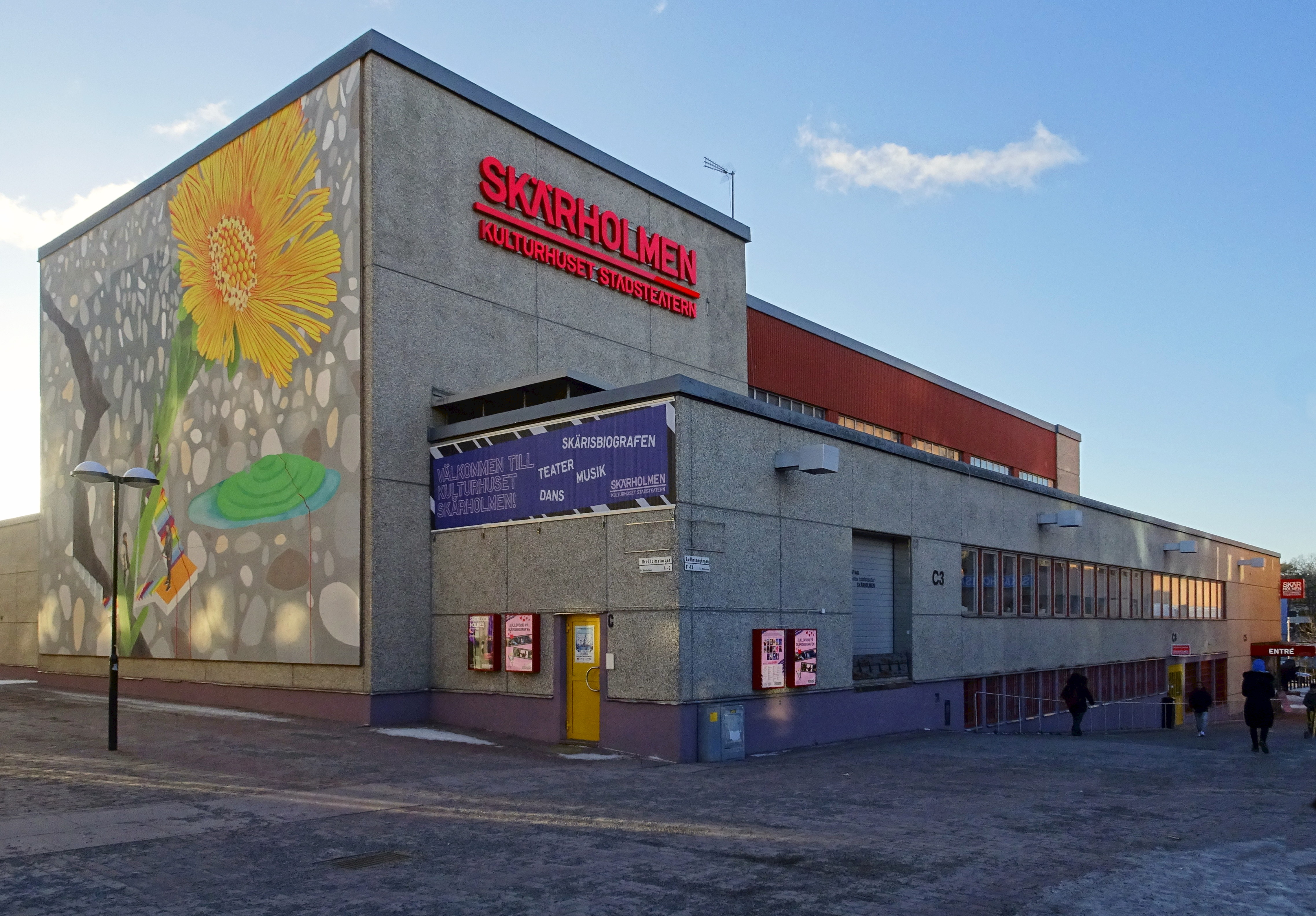